# 遇罗锦离婚案
遇罗锦离婚案是中国1980年代遇罗锦离婚的案件。

## 背景
1966年，红卫兵在遇罗锦的二十多本日记中找到几句“反动言论”，遇罗锦因此被定为“思想反动分子”，送往劳改农场劳动教养3年。1970年3月劳改农场解散，遇罗锦又被转到河北临西县插队落户。后来她到黑龙江和一个北京插队知青结婚，户口得以从贫困地区迁到东北。她婚后生有一子，但3年后离婚。遇罗锦回到北京谋生，干过农业、临时工、保姆等工作。
1978年7月，遇罗锦与北京工人蔡钟培结婚，婚后不久，遇罗锦的户口由东北调回北京。7月，她回到原来工作的玩具六厂上班。同年调离玩具厂，在北京市委属下的《学习与研究》杂志社任美术编辑。1979年5月，遇罗锦的日记问题得到平反。
1980年9月10日，全国人大五届三次会议通过新《中华人民共和国婚姻法》，新法提出，“双方自愿离婚的，准予离婚”；“一方要求离婚的，如感情确已破裂，调解无效，则准予离婚”。

## 过程
1980年4月，遇罗锦开始与蔡钟培分居。5月16日，遇罗锦向北京市朝阳区人民法院提交诉状，提出离婚。诉状中说：“我们除了吃饭睡觉以外，没有别的语言。玩不到一块，想不到一块，说不到一块。”
1980年9月25日，北京市朝阳区人民法院助理审判员党春源作出一审判决，判决两人离婚。蔡钟培不服，上诉于北京市中级人民法院。1981年1月19日，北京市中级人民法院裁定认为原判认定“草率结婚”和“婚后没有建立起夫妻感情”与事实不符，决定撤销原判，发回重审。1月28日，朝阳区人民法院重新开庭审理。经法院的调解工作，双方最终同意调解离婚。
在当时的中国，离婚被认为是道德禁忌，自中国共产党建政以来，一方不同意另一方就离不成，有无数拖达二十多年离不成婚的社会名人及普通老百姓。遇罗锦的离婚案公开，在当时引起激烈反响。北京著名杂志《新观察》与上海著名杂志《民主与法制》共先后讨论了一年，各方观点针锋相对。新华社内参发表文章《一个堕落的女人》，并将对遇罗锦在道义上被判了“死刑”的北京市中级人民法院与朝阳区人民法院核准的离婚判决书，登上了从未登过个人隐私的《人民日报》。朝阳区人民法院最初的一审时同意公开讨论的审判长党春源（在未正式判决时，他就发表了《我为什么要判他俩离婚》为遇罗锦辩护），被北京市中级人民法院批判为不遵纪守法，被剥夺职业，降职为在区法院里打杂。